# Curva trascendente
En matemática, una curva trascendental es aquella curva que no es algebraica. Definimos aquí como curva C al conjunto de puntos (normalmente sobre el plano) característicos de C, no una parametrización dada. Por ejemplo, el círculo unitario es una curva algebraica (siendo precisos, los puntos reales de tal curva); la parametrización habitual mediante funciones trigonométricas puede implicar dichas funciones trascendentales, pero ciertamente el círculo unitario se define mediante una ecuación polinómica. Se aplica lo mismo a las curvas y funciones elípticas; y de hecho a las curvas de género > 1 y a las automórficas.
Las propiedades de las curvas algebraicas, tales como el teorema de Bézout, dan pie a criterios para mostrar curvas que son realmente trascendentales. Por ejemplo, una curva algebraica C, bien se encuentra con una línea dada L en un número finito de puntos, o posiblemente contiene a L por completo. Por tanto una curva que se interseque con una línea en un número infinito de puntos, pero que no la contiene, debe ser trascendental. Esto se aplica no sólo a las curvas sinusoidales, por tanto; sino a grandes clases de curvas que muestran oscilación.
Otros ejemplos de curvas trascendentales son las gráficas de las cicloides y las funciones exponenciales y logarítmicas.
El origen del término se le atribuye a Leibniz.
- Datos: Q3314668